# Carl Johan Johanson
Carl Johan Johanson (Östra Thorsås, 14 de noviembre de 1858-Upsala, 26 de junio de 1888) fue un botánico, y micólogo sueco.

## Biografía
En 1886, obtuvo el doctorado por la Universidad de Upsala, donde luego fue profesor. Se ahogó al tratar de rescatar a alguien.

## Algunas publicaciones
- 1889. Om gräsens kväfvefria reservnäringsämnen, särskildt de inulinartade kolhydraten, af C. J. Johanson... Ed. P. A. Norstedt och söner, 45 p.
- 1887. Studier öfver svampslägtet Taphrina, v. 13-14 de Kungliga Svenska Vetenskapsakad. Stockholm: Handlingar. Bihang, 29 p.
- 1886. Botaniska sektionen af naturvetenskapliga studentsallskapet i Upsala. Ed. F. Scheel, 396 p.
- 1885. Om svampslägtet Taphrina och dithörande svenska arter, 20 p.
- 1884. Svampar från Island. Bestämda af C.J. Johanson. Öfversigt af Kongl. Vetenskaps-Akademiens Föhandlingar 9: 157-174.